# Мескаламдуг
Мескаламдуг — один из первых царей (лугалей) шумерского города Ура, правил около 2600 года до н. э.
В «Шумерском царском списке» не упоминается, поскольку владел лишь Уром, а не всем Шумером.
Найдены золотой шлем и золотая цилиндрическая печать Мескаламдуга, на которой написано «Мескаламду[г] — лугаль». Эти предметы представляют огромный интерес не только для археологии. Шлем, свидетельствующий о необычайно высоком искусстве золотых дел мастеров Ура, принадлежит к самым интереснейшим произведениям прикладного искусства Шумера. Другие источники, в которых упоминалось бы его имя, неизвестны.
Леонард Вулли, руководивший раскопками, полагал, что имеются в виду два разных правителя с одним именем. Согласно надписи на бусинке из ляпис-лазури, найденной в Мари, сыном Мескаламдуга был Месанепада. Эта надпись звучит следующим образом: «Месанепада, царь Ура, сын Мескаламдуга, царя Киша, предложил (эту бусинку из ляпис-лазури) богу Лугалькалама».
По неподтверждённой информации, шлем был похищен во время погрома Багдадского музея в апреле 2003 года. В Британском музее хранится его гальванопластическая копия.

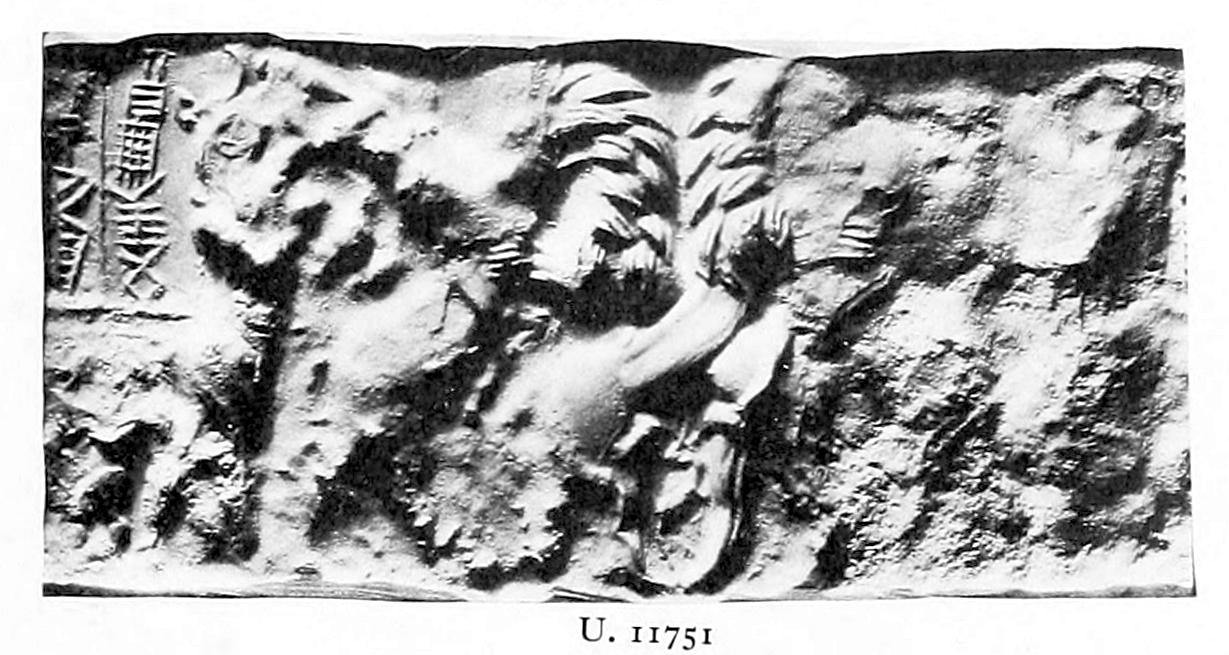
Печать царя Мескаламдуга с надписью «Мескаламдуг лугаль»
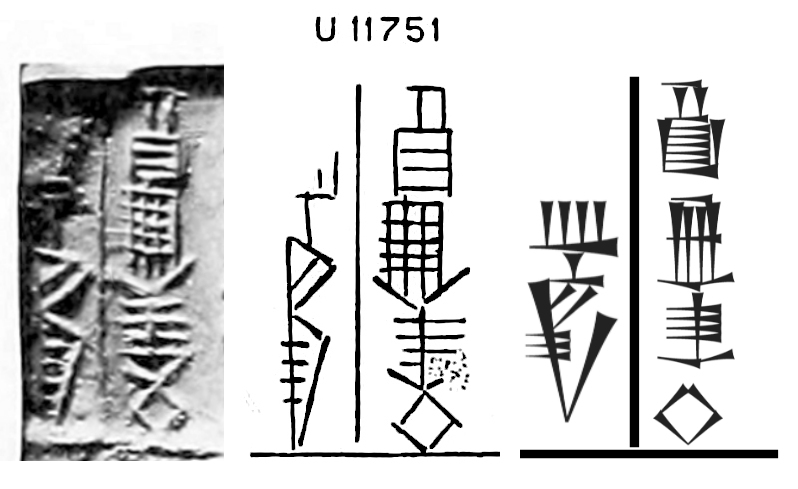
надпись «Мескаламдуг лугаль» на печати (верхний левый угол)

| I династия Ура    |                            |                     |
| Предшественник: — | царь Ура XXVI век до н. э. | Преемник: Акаламдуг |